# Vocal Recall

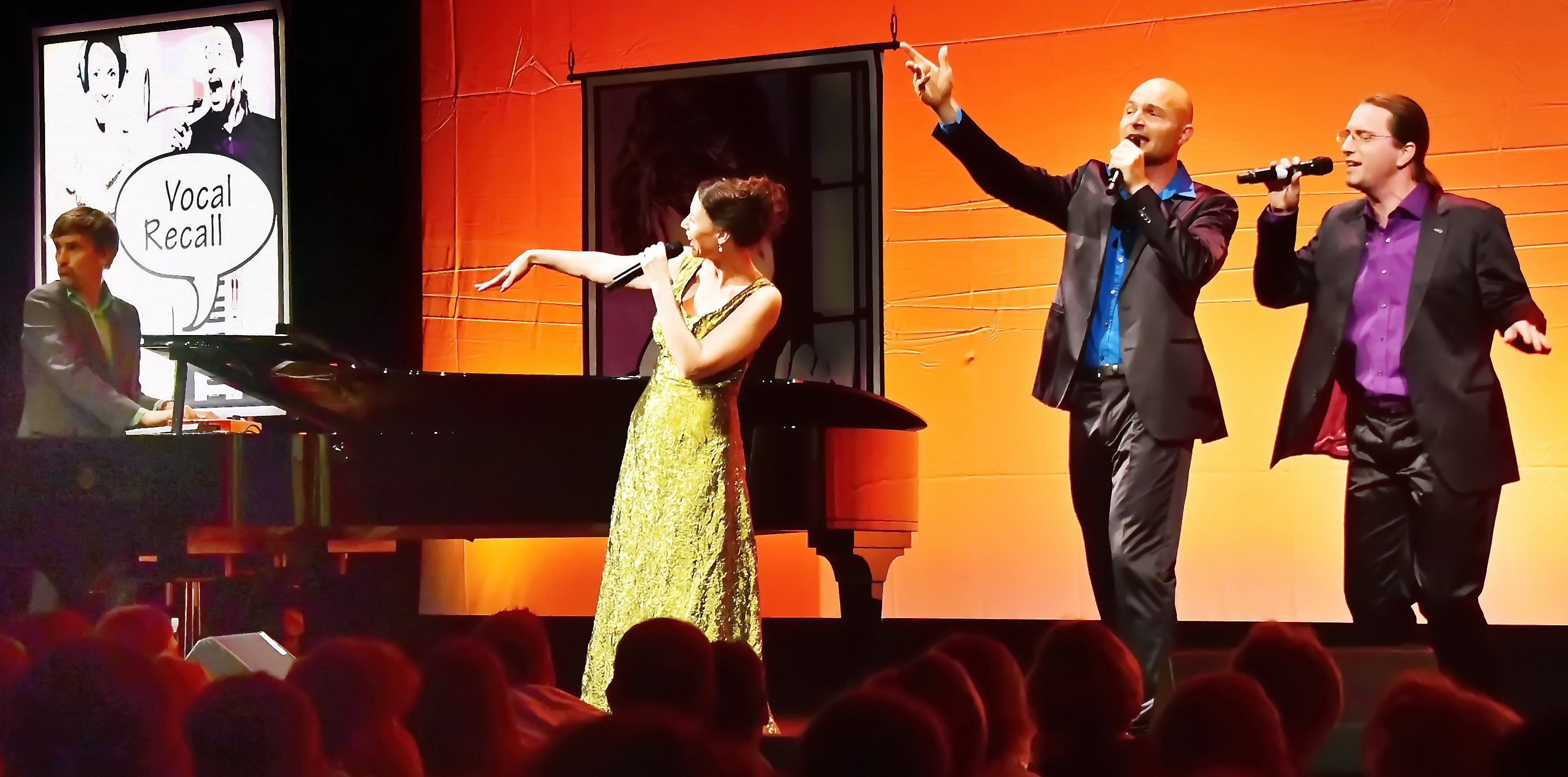
Vocal Recall beim Paulaner solo+, 2016

Vocal Recall ist ein Vokalensemble aus Berlin, bestehend aus Alice Köfer (Gesang), Dieter Behrens (Gesang), Bernhard Leube (Gesang) und Martin Rosengarten (Piano, Keyboard, Loops).

## Mitglieder
Alice Köfer (* 1976 in Potsdam) ist Jazzsängerin, Schauspielerin und Gesangs-Dozentin an der Universität Potsdam. Neben Engagements im Friedrichstadt-Palast arbeitete sie mit Pigor & Eichhorn und dem Andrej Hermlin Swing and Dance Orchestra zusammen.
Dieter Behrens (* 1980 in Hamburg) ist Biologe mit klassischer Musikausbildung. Er war als Dichter auf Poetry-Slams aktiv und ist Mitglied des Monteverdi-Chors Hamburg.
Bernhard Leube (* 1970 in Berlin) ist Opernsänger. Seine Engagements führten ihn u. a. an die Opernhäuser in Leipzig, Mannheim, Rostock und Stralsund. Er ist Mitglied des Bayreuther Festspielchores.
Martin Rosengarten (* 1967 in Berlin) ist Pianist, Komponist und Arrangeur. Er arbeitete u. a. mit Martina Brandl, Tim Fischer und Eckart von Hirschhausen zusammen.
Vocal Recall arbeitet auch regelmäßig mit den Pianisten Matthias Behrsing und Falk Effenberger zusammen.

## Stil
Vocal Recall interpretieren bekannte Songs der Musikgeschichte und verfremden sie musikalisch und inhaltlich durch Neutextungen, die in deutscher Sprache phonetische Parallelen zum Original aufweisen.
Der Satzgesang in der ungewöhnlichen Konstellation mit nur zwei Sängern und einer Sängerin sowie die Ergänzung der Klavierbegleitung durch Grooves und Samples grenzen ihren Stil von vielen anderen Ensembles der Kleinkunst- und A-cappella-Szene ab.

## Auszeichnungen
- 2010: Euskirchener Kleinkunstpreis, 3. Platz[2]
- 2011: Schweiger Kleinkunstpreis „Der Querdenker“, 1. Platz[3]
- 2011: Tuttlinger Krähe, Finalist
- 2011: Swiss Comedy Award, Finalist
- 2011: Reinheimer Satirelöwe, Finalist
- 2012: Rostocker Koggenzieher, 1. Platz und Publikumspreis[4]
- 2012: Sieger der Kabarettbundesliga 2011/2012 (Deutscher Kabarettmeister 2012)[5]
- 2012: Fränkischer Kabarettpreis, 3. Platz[6]
- 2015: Herborner Schlumpeweck
- 2016: Paulaner Solo+, 3. Platz

## Fernsehauftritte
- SWR Fernsehen: Zusammenfassung des Kabarettwettbewerbs "Stuttgarter Besen" am 9. April 2012[7]
- FAN Television: zu Gast bei Isabella Belloni bei Studio2 am 24. Januar 2012[8]
- Regio TV Bodensee: Wettbewerb Tuttlinger Krähe 2011 am 15. April 2011[9]

## Radio
- WDR5: zu Gast bei "Hart an der Grenze" mit Wilfried Schmickler am 4. Oktober 2014[10]
- Deutschlandfunk: Siegerehrung der Kabarettbundesliga in den Wühlmäusen am 13. Juni 2012[11]
- Deutschlandfunk: Die Kabarett-Bundesliga 2011/ 2012 in den Querköpfen am 11. April 2012[12]
- Alex Offener Kanal Berlin: zu Gast in der YeoMen-Show am 30. November 2011
- Radio Eins, Berlin: zu Gast bei Marion Brasch am 30. September 2010